# Fernet

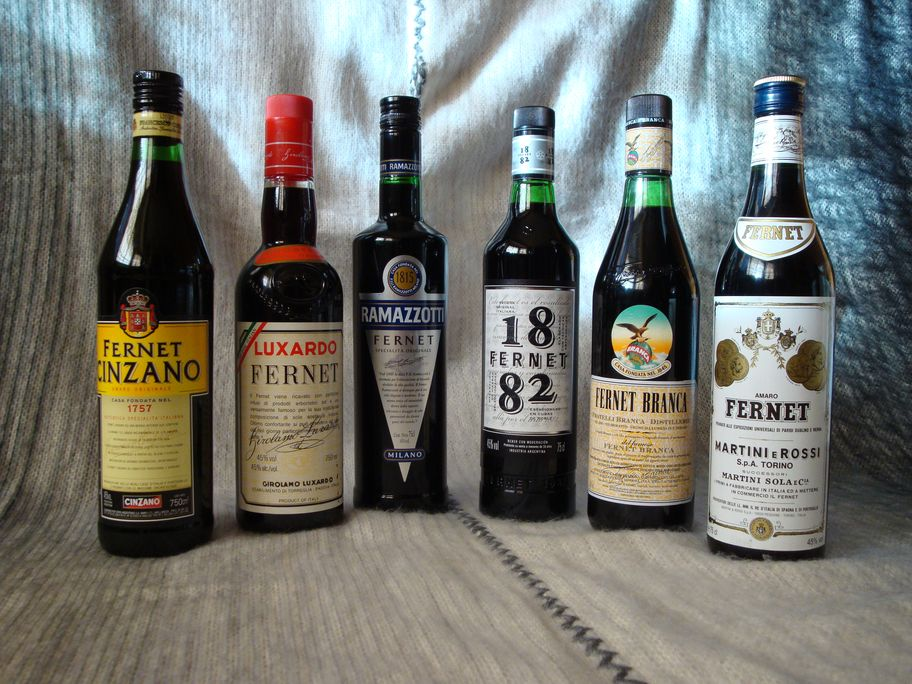
Bebidas fernet.

Fernet é uma bebida alcoólica amarga (bitter) obtida por meio da maceração no álcool de diversas ervas e raízes medicinais, entre elas o ruibarbo, e a gentiana, a quina, o aloés e o agárico; é usado como digestivo e tônico.

## Criação
Fernet foi criado em 1845 por Bernardino Branca em Milão, na Itália. A preparação era mexida com uma barra de ferro que ficava brilhante com o uso, possivelmente por ação de substância contidas nos vegetais utilizados; daí o nome da bebida (fer+net, no dialeto milanês do italiano significa ferro limpo).
O uso do fernet popularizou-se a partir da epidemia de cólera de 1865, surgida na Europa mediterrânea, pois ele é anticolérico. Apesar de ser inventado na Itália o Fernet é praticamente visto como uma bebida argentina, principalmente devido a grande imigração de italianos para esse país e por ser lá o país mais consumidor do mundo da bebida. Os italianos usam o fernet misturado no café, já no Brasil pode-se encontrar usuários que o põem na cachaça, como uma variedade de rabo-de-galo.